# Instituto Internacional de Estudios para la Paz de Estocolmo
El Instituto Internacional de Estocolmo para la Investigación de la Paz ( en sueco Stockholms internationella fredsforskningsinstitut. También conocido como SIPRI por su sigla en inglés) es un instituto de estudios estratégicos fundado en 1966 con motivo de 150 años de paz ininterrumpida en Suecia. El SIPRI realiza estudios científicos sobre la cooperación y los conflictos con el fin de contribuir a la comprensión de las condiciones necesarias para la resolución pacífica de los mismos y el mantenimiento de una paz duradera.
SIPRI se clasificó entre los mejores  think tanks en  el mundo  en el año 2014 por la Universidad de Pensilvania Lauder Institute 's Global Go To Think Tanks Informe. En 2019, SIPRI ocupó el puesto 31 entre los think tanks a nivel mundial.
A través de sus estudios, el SIPRI hace pública información sobre el desarrollo armamentístico, el gasto militar, la producción y comercio de armas, el desarme, los conflictos, su prevención y la seguridad internacional. La difusión de sus resultados se realiza por medio de libros, informes de investigación u otros mecanismos como su página web oficial.

## Historia
En 1964 Tage Erlander, entonces primer ministro de Suecia, presentó la idea de crear un instituido de investigación de la paz para conmemorar los 150 años de paz ininterrumpida en el país.
Una comisión encabezada por la embajadora Alva Myrdal ( Premio Nobel de la Paz en 1982 ) propuso, en el informe presentado en 1966, la fundación de un instituto, posteriormente llamado Instituto Internacional de Estocolmo para la Investigación de la Paz, SIPRI. Las investigaciones desarrolladas por el instituto deberían contribuir a "la comprensión de las condiciones previas para una paz estable y las soluciones pacíficas de los conflictos internacionales" y la comisión recomendó que las investigaciones deberían concentrarse en los armamentos, su limitación y reducción, y el control de armas. 
El parlamento sueco determinó que el instituto sería creado el 1 de julio de 1966 con un estatus legal de fundación independiente. Todas las investigaciones del SIPRI están fundamentadas en fuentes gubernamentales accesibles a todo el mundo.

## Organización
La organización interna del SIPRI se compone de una comisión ejecutiva compuesta por ocho personas, un director, un director adjunto, un comité del personal de investigación y el personal de apoyo. La comisión ejecutiva adopta decisiones de importancia en asuntos que afectan a la agenda de investigación, actividades, organización y administración financiera de la fundación. Las demás cuestiones son abordadas por el director. El comité aconseja al director en las cuestiones de investigación. El personal comprende unas 50 personas de distintas nacionalidades. Los investigadores son contratados para proyectos concretos de una duración determinada, y se incorporan expertos de distintas disciplinas. El trabajo de los investigadores se desarrolla en contacto continuo con otros especialistas, misiones diplomáticas y organizaciones internacionales de todo tipo.

## Cargos
- Bates Gill, director del SIPRI desde el 1 de octubre de 2007.
- Dan Smith, actual (2023) director.[5]

### Comisión ejecutiva
- Rolf Ekéus (Suecia), embajador, antiguo Alto Comisario de la OSCE para Minorías Nacionales.
- Alexei G. Arbatov (Rusia)
- Lakhdar Brahimi (Argelia), exasesor para el Secretario General de las Naciones Unidas.
- Jayantha Dhanapala (Sri Lanka), ex Secretario General Adjunto de las Naciones Unidas.
- Nabil Elaraby (Egipto), antiguo miembro de la comisión jurídica de las Naciones Unidas.
- Wolfgang Ischinger (Alemania), embajador.
- Mary Kaldor (Reino Unido), miembro del Centre for the Study of Global Governance.

## Investigación

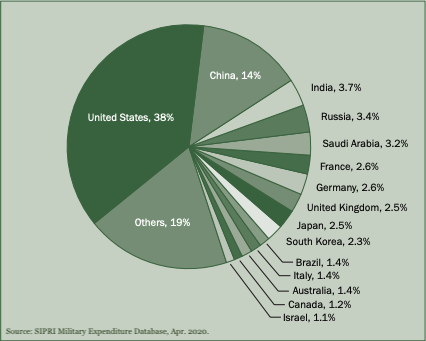
Gasto militar mundial. SIPRI 2019

La investigación dentro del Instituto corre a cargo de 25 especialistas y sus asistentes. El programa actual de investigación se centra en los siguientes proyectos:
- Anuario del SIPRI.
- Control de armas y seguridad Euro-Atlántica.
- Conflictos armados y gestión de conflictos.
- No proliferación y control de la exportación.
- Guerra química y biológica.
- Gasto militar y producción armamentística.
- Comercio de armas.
- Proyectos IT: "Hechos en las relaciones internacionales y tendencias de la seguridad" y "Un sistema de alerta temprana para la política de prevención basado en internet".

## Publicaciones
Las publicaciones del SIPRI y la información estadística se distribuyen entre un gran número de políticos, investigadores, periodistas, organizaciones y particulares interesados en sus estudios. Los resultados de las investigaciones se difunden a través de libros, informes, simposios y seminarios. La edición principal del Instituto, el anuario del SIPRI, se publicó por primera vez el 12 de noviembre de 1969. Este anuario es una fuente válida e independiente de la cual se valen políticos, diplomáticos y periodistas para poder obtener una visión de lo que ha pasado a lo largo del año en materia de proliferación y control armamentístico, conflictos armados y resolución, acuerdos de seguridad y desarme. Es traducido a varias lenguas, en particular al ruso, ucraniano, chino y árabe.
Otro de los principales recursos para difundir sus investigaciones es la página web. En ella se publica información actualizada sobre informes, datos estadísticos, actividades y otra información complementaria. 

## Financiación
La principal fuente de financiación del SIPRI procede del gobierno sueco. El Instituto también busca el apoyo económico en otras organizaciones y fundaciones independientes tratando de ampliar su programa de investigación.